# ادوارد پوتس (ژیمناست)
ادوارد پوتس (انگلیسی: Edward Potts; ۱۲ ژوئیهٔ ۱۸۸۱ – ۱۵ سپتامبر ۱۹۴۴) ژیمناست هنری اهل بریتانیا بود.